# 阿贝尔·阿甘别吉扬
阿贝尔·格泽维奇·阿甘别吉扬（俄语：Абе́л Ге́зевич Аганбегя́н，1932年10月8日—），亚美尼亚人，苏联的经济学家，曾担任苏共中央总书记戈尔巴乔夫的经济问题顾问。

## 生平
1932年，生于格鲁吉亚的第比利斯市。1955年，毕业于莫斯科经济学院。1955年，在苏联部长会议国家劳动工资问题委员会工作。1961年，任苏联科学院西伯利亚分院工业生产经济组织研究室主任。1963年，获经济学博士学位。1964年，为苏联科学院通讯院士。1965年以未公开的形式指出苏联经济存在的问题，包括过度依赖重工业和军事工业的问题。1966年，任苏联科学院西伯利亚总分院工业生产经济组织研究所所长。2002年，任苏联科学院经济学部执行局委员。

## 作品
- 《苏联工资》（1959年）
- 《垄断价格的理论问题》（1961年）
- 《数学和电子技术在计划工作中的应用》（1961年）
- 《国民经济计划的模型体系》（1972年）
- 《社会主义的企业管理》（1979年）